# Josaphat Jean
Josaphat Jean, né François-Joseph-Victorien Jean le 19 mars 1885 à Saint-Fabien et mort le 8 juin 1972 à Grimsby, est un prêtre catholique canadien du Québec. Il a rejoint l'Église grecque-catholique ukrainienne et a été haut fonctionnaire au sein de la République populaire d'Ukraine occidentale. Lors de la Première Guerre mondiale, il a servi comme aumônier militaire au sein de l'Armée ukrainienne de Galicie.

## Biographie
François-Joseph-Victorien Jean est né le 19 mars 1885 à Saint-Fabien, au Québec. Il a étudié au séminaire de Rimouski et au grand séminaire de Montréal. En 1910, il a été ordonné prêtre catholique au sein de l'Église latine.
À la suite d'une rencontre avec le métropolite André Sheptytsky, il se rendit au monastère de Krekhiv afin d'apprendre l'ukrainien, le rite ruthène et l'histoire de l'Ukraine. L'année suivante, il se convertit au catholicisme oriental et rejoint l'Église grecque-catholique ukrainienne. En 1912, il ouvrit une école ukrainienne à Sifton (en), au Manitoba, et desservit plusieurs missions ukrainiennes de la région. L'année suivante, il retourna en Galicie et rejoignit l'Ordre basilien de saint Josaphat.
En 1914, il desservait sept paroisses près de Sambir, en Ukraine. Durant la Première Guerre mondiale, il servit comme aumônier militaire au sein de l'Armée ukrainienne de Galicie.
En juin 1919, il a été nommé secrétaire personnel du président de la République populaire d'Ukraine occidentale, Yevhen Petrouchevytch. Il a servi au sein de la mission diplomatique de la République populaire d'Ukraine occidentale à Varsovie avec Symon Petlioura. En 1921, il a été membre de la délégation ukrainienne à la conférence de la Paix de Riga ainsi que de la mission ukrainienne à la Société des Nations à Genève.
En 1923, il a été envoyé en Bosnie par le métropolite André Sheptytsky afin d'y établir un monastère ukrainien. En 1925, il retourna au Canada et fonda Lac-Castagnier, alors appelé « village Shepticky », au Québec afin d'y accueillir des immigrants de Galicie et des réfugiés ukrainiens de la Bosnie. Par la suite, il servit comme prêtre pour des paroisses ukrainiennes de la région de Montréal.
Après la Seconde Guerre mondiale, en 1945, il se rendit en Europe où il fut délégué aux Nations unies.